# Berutarube
Berutarube'' (en rus: Берутарубе; en japonès:ベルタルベ山, Berutarube-zan) és un estratovolcà situat a l'extrem sud de l'illa d'Iturup, a les illes Kurils, Rússia. El cim s'eleva fins als 1.221 m msnm. No es té constància de cap erupció en temps històrics, tot i que el cràter principal presenta diverses fumaroles actives.